# Futari wa Pretty Cure Splash Star
Futari wa Pretty Cure Splash Star (ふたりはプリキュア すうらっしゅ☆すたスタート Futari wa Purikyua Supurasshu☆Sutā?, Futari wa Pretty Cure Splash☆Star) es la tercera temporada del anime Pretty Cure, creada por Izumi Todo y producida por Toei Animation. Fue transmitida en Japón por TV Asahi desde el 5 de febrero del 2006 hasta el 28 de enero del 2007.
Futari wa Pretty Cure Splash Star es precedida por Futari wa Pretty Cure Max Heart y sucedida por Yes! Pretty Cure 5. Fue diseñado por Akira Inagami

## Argumento
Un día, al pie del árbol del cielo, Saki Hyuuga y Mai Mishou descubren que se han encontrado cinco años después de las estrellas fugaces. Aquí conocen a Flappy y Choppy, procedentes de la Tierra de las fuentes, que les dan el poder de transformarse en Pretty Cure.
Las dos criaturas les explican que el imperio del mal Dark Fall destruiría el Árbol del Mundo, fuente de vida para todos los mundos del universo, y que ya ha tomado posesión de seis de los siete manantiales que lo alimentan. El enemigo ahora quiere encontrar la fuente que falta, el manantial del Sol, y las Pretty Cure deben proteger a la Tierra y salvar el Árbol del Mundo, que se recuperó mediante la recopilación de las siete fuentes de las llamadas gotas de luz.

## Personajes

### Pretty Cure y aliados
Saki Hyūga (日向咲 Hyūga Saki?) / Cure Bloom (キュアブルーム Kyua Burūmu?) / Cure Bright (キュアブライト Kyua Buraito?)
Seiyū: Orie Kimoto
Cure Bloom tiene el poder de la Tierra y Cure Bright el poder de la Luna. Nació el 7 de agosto. Tiene 13 años y cursa el séptimo grado en el instituto Yunagi, vive con sus padres, su gato y su hermana (con quien comparte habitación). Es una buena jugadora del equipo de su escuela de softball. Siempre cumple sus promesas y es optimista y tenaz, su familia es dueña de la tienda Pan-pakapan. Le encanta los dulces, sus comidas favoritas son: la hamburguesa de curry y helado, el chocolate y el pan dulce. No es buena en la cocina y está enamorada del hermano de Mai, Kazuya.
Mai Mishō (美翔舞 Mishō Mai?) / Cure Egret (キュアイーグレット Kyua Īguretto?) / Cure Windy (キュアウィンディ Kyua Windi?)
Seiyū: Atsuko Enomoto
Cure Egret tiene el poder del cielo y Cure Windy el poder del viento. Nació el 20 de noviembre. Tiene 13 años y cursa el séptimo grado en el instituto Yunagi, vive en una casa-observatorio con sus padres y su hermano mayor Kazuya que asiste al instituto secundaria Seikai. Sueña con ser astronauta, es estudiosa, se acaba de mudar a la ciudad, es buena cocinera y amiga de Saki. Su pasión es el dibujo y forma parte del círculo artístico de la escuela, si algo le inspira coge rápidamente su álbum de dibujo y empieza a dibujar. Su flor favorita es la hortensia y es valiente y piensa cuando mira el cielo.
Flappy (フラッピ Furappi?)
Seiyū: Kappei Yamaguchi
Es un espíritu de la Tierra de las Fuentes con el poder de la tierra, le gusta comer sobre todo arroz con verduras. Acaba sus frase con lapi y es el compañero de Saki. Está enamorado de Choppy. Se puede convertir en un teléfono móvil.
Choppy (チョッピ Choppi?)
Seiyū: Miyu Matsuki
Es un espíritu de la Tierra de las Fuentes con el poder del cielo, le gustan los caramelos y acaba sus frase sus frases con chopi y es la compañera de Mai. Está enamorada de Flappy. Se puede convertir en un teléfono móvil al igual que Flappy.
Muupu (ムープ Mūpu?)
Seiyū: Yuriko Fuchizaki
Es el espíritu de la luna y compañero de Michiru. Es todavía muy pequeño y termina sus frases con mupu. Le da los poderes de la luna a Saki para que se transforme en Cure Bright, es muy juguetón y le encanta ver la tele con Foop.
Fuupu (フープ Fūpu?)
Seiyū: Akemi Okamura
Es el espíritu del viento y compañera de Kaoru. Termina sus frase con fupu, le da los poderes del viento a Mai para que se transforme en Cure Windy y Moop y Foop potencian un ataque muy poderoso que les dan a las Pretty Cure llamado Corazón Rotante.
Reina Filia (フィーリア王女 Fīria Ōjo?)
Seiyū: Taeko Kawata
Reina de la Tierra de las Fuentes. Ella aparece cada vez que las Pretty Cure recuperan una fuente en ruinas y deja una palabra de lo que sucederá en el futuro antes de que ella se desvanece. En el último episodio, Flappy revela que la verdadera identidad de Filia es el espíritu del Árbol del Mundo.
Kaoru Kiryuu (霧生薫 Kiryū Kaoru?) / Cure Windy (キュアウィンディ Kyua Windi?)
Seiyū: Yuka Imai (ep.1-13.); Akemi Okamura (ep. 14 en adelante)
Una misteriosa chica que conoce a Saki y Mai en el Árbol del Cielo en el episodio 14. Parece fría y grosera. Kaoru está siempre con su hermana pequeña, Michiru. Se reveló más tarde que forma parte de Dark Fall. Su deber es proteger la fuente del Cielo. Ellas se hacen pasar por estudiantes de la escuela Yuunagi Junior con el fin de recopilar información acerca de las Pretty Cure. Kaoru tiene el pelo largo azul y ojos azules. Kaoru y Michiru sacrifican sus vidas para proteger a Saki y Mai en el episodio 23. Más tarde, en el episodio 42, son revividas por los poderes remanentes de la jarra de hadas como Pretty Cure y vuelven, como Cure Windy y Cure Bright, a ayudar a las Pretty Cure en la derrota de Dark Fall y Gooyan.
Michiru Kiryuu (霧生満 Kiryū Michiru?)  / Cure Bright (キュアブライト Kyua Buraito?)
Seiyū: Yuriko Fuchizaki
La hermana pequeña de Kaoru. Ella tiene el pelo corto de color rojo-violeta y ojos de color rojo-violeta también. Ambas parecen confundidas y desorientadas sobre la Tierra de la Vegetación al principio, pero pronto aprenden que "雾" significa "niebla" y "生" significa "la vida, el nacimiento". En el episodio 23, Michiru y Kaoru usan sus poderes para salvar a sus amigas Saki y Mai de Akudaikaan y enviarlas de vuelta a la Tierra de la Vegetación. Más tarde, en el episodio 42, ella y su hermana Kaoru son revividas como Pretty Cures, Cure Bright y Cure Windy, para ayudar a las Pretty Cure en la derrota de Dark Fall y Gooyan.

### Caída Oscura (Dark Fall)
Dark Fall (ダークフォール Dāku Fōru?) es una organización de villanos que buscan apoderarse del Árbol de la Vida tomando las Siete Fuentes conectadas al árbol. 
Akudaikaan (アクダイカーン Akudaikān?)
Seiyū: Takayuki Godai
Akudaikaan es el malvado gobernador de Dark Fall, que quiere apoderarse del Árbol del Mundo, y ha logrado capturar a seis de las siete fuentes que riegan. Él ha enviado a subordinados para buscar la ubicación de la última de estas fuentes, la Fuente del Sol. Él aparece como una sombra, cubierto de un imponente vestido de demonio con un par de brillantes ojos rojos que brillan fuera de la cueva en la que vive. Su nombre proviene de dos palabras, "Aku" (el mal) y "daikan" (un administrador local del Shogunato Tokugawa). Aku-daikan (un administrador deshonesto) es una especie de villano típico de jidaigeki.
Gooyan (ゴーヤーン Gōyān?)
Seiyū: Toshiyuki Morikawa
Gooyan es el asistente de Akudaikaan. Shitatare Mizu lo llama "Go-chan". Su nombre proviene de la palabra "gōyā" (significa melón amargo en Okinawa). Antes de su enfrentamiento contra las Pretty Cure, Gooyan parece educado, malicioso y cruel, y los secuaces de Dark Fall menudo se ríen de él. Su intención es destruir el universo y tomar todas las vidas con él. En el episodio 47, se revela que él fue el que ha creado Akudaikaan. Después de matar a Akudaikaan, se transforma en un monstruo gigantesco y tiene una feroz batalla contra las Pretty Cure. Es derrotado por la Espiral de Corazón Pretty Cure Splash Star en el episodio final. Antes de su derrota final, que ha convertido a la Tierra de la vegetación (el mundo de Saki y Mai) en un mundo en ruinas, y casi se lleva a Cure Bloom y Cure Egret con él antes de que se desintegre en el ataque de acabado de las Pretty Cure.
Karehaan (カレハーン Karehān?)
Seiyū: Isshin Chiba
Karehaan es el primer villano de Dark Fall que es enviado a atacar a la Tierra. Él es enviado a capturar a Flappy y Choppy con el fin de obligarlos a decir dónde está la Fuente del Sol. Como se niegan a responder, Karehaan empieza a hacerles daño hasta que aparecen Saki y Mai y se transforman por primera vez. Karehaan transforma objetos de madera en monstruos Uzainaa, y él mismo aparece como una planta. Su nombre proviene de la palabra "kareha" (枯れ葉), que en japonés significa "hojas muertas". Esto es cierto ya que su forma verdadera es una hoja muerta. Su nombre es a menudo mal pronunciado como "karē pan" (pan de curry).
Moerumba (モエルンバ Moerunba?)
Seiyū: Keiichi Nanba
Moerumba es la segunda de los villanos de Dark Fall que va a atacar a la Tierra después de que Karehaan falla. Ella actúa y se presenta como una bailarina latinoamericana con ropa de colores. Ataca a las Pretty Cure transformando cosas de fuego en monstruos Uzainaa. Llama a las Pretty Cure "señoritas". Su nombre proviene de dos palabras, "Moeru" (燃える) que significa "quemar" en japonés y "rumba (una especie de baile de Latinoamérica)".
DoroDoron (ドロドロン Dorodoron?)
Seiyū: Mitsuo Iwata
DoroDoron es el tercer de los villanos de Dark Fall que va a atacar a la Tierra después de que Moerumba falla. Él es una criatura arácnida, que se mueve bajo tierra en lugar de a través del aire. DoroDoron transforma objetos como piedras y adoquines en monstruos Uzainaa. También en ocasiones toma el mando de dos chicas sospechosas (Kaoru Kiryuu y Michiru Kiryuu) que se encuentran en la misma clase que Saki y Mai. Su nombre proviene de la palabra "Doro" (泥), que significa "barro" en japonés.
Shitatare Mizu (ミズ·シタターレ Mizu Shitatāre?)
Seiyū: Naoko Matsui
Shitatare Mizu es el próximo villano de Dark Fall en aparecer después de la traición de Kaoru y Michiru. Se viste en un traje de china antigua, y transforma los objetos relacionados con el agua en monstruos Uzainaa. "Mizu" significa "agua" y "shitataare" viene de la palabra "shitataru" (瀝 る), que significa "gotear, cayendo". De acuerdo con Mupu y Fupu, ella es la que ha destruido tanto la fuente del agua y la fuente del cielo. Ella es la que revela que Kaoru y Michiru aún están vivas en el Dark Fall. Shitatare Mizu es aparentemente ambiciosa y obsesionada con su carrera como un siervo de Dark Fall. Utiliza toda clase de trucos y disfraces contra las Pretty Cure, y ha traicionado una vez a Goyan. Ella se ha enamorado de Kintoleski antes de su derrota final en el episodio 45, sin embargo, y su conducta viciosa por lo general se puede atribuir a las circunstancias de su relación.
Kintoleski (キントレスキー Kintoresukī?)
Seiyū: Jūrōta Kosugi
Kintoleski es el último villano de Dark Fall después de que Shitatare Mizu falla. Su piel es de color dorado y él es el más fuerte de Dark Fall. A él le gusta hacer ejercicio. Su nombre proviene de "kin", que en japonés significa "oro" o "metal" (y también un homófono de "músculo"), "Kintore" es una abreviatura de "Kinniku (músculo) de formación", y "Suki" puede significar "similares". Por lo tanto, su nombre puede ser traducido como "el entrenamiento de los músculos". Kintoleski respeta oponentes fuertes y parece noble, a pesar de que es opresivo y que obliga a las niñas a seguir sus principios. Él parece preferir una rivalidad con las Pretty Cure sobre su misión de derrotarlas. Él parece tener una relación moderada con Saki y, a menudo compra el pan en su panadería de la familia. De vez en cuando proporciona orientación a las niñas y sus allegados en el momento de la paz.
Uzainaa (ウザイナー Uzainā?)
Seiyū: Hideo Watanabe
Al igual que los Zakenna de Futari wa Pretty Cure y Max Heart, los Uzainaa son monstruos que se pueden fusionar con las cosas (diferentes miembros de Dark Fall pueden invocarlos para que se fusione un Uzainaa con cosas pertenecientes a ellos, por ejemplo, Karehaan utilizado la madera), cuando son derrotados los espíritus de los elementos son liberados de ellos gracias a las Pretty Cure. Su nombre proviene del adjetivo "uzai", la palabra coloquial para "molesto".

### Otros personajes
Kenta Hoshino (星野健太 Hoshino Kenta?)
Seiyū: Junko Takeuchi
Un amigo de la infancia de Saki, y está enamorado de ella. Él quiere ser un comediante cuando crezca. Es el personaje secundario que más sale.
Miyasako Manabu (宮迫 学 Manabu Miyasako?)
Seiyū: Miyu Irino
Va con Kenta en el teatro. Él es tímido y, a veces duda sobre la realización de hacer teatro con Kenta, pero termina haciéndolo de todos modos.
Saori Hyūga (日向沙織 Hyūga Saori?)
Seiyū: Mika Doi
La madre de Saki, ella es la dueña de la panadería/pastelería Pan-pakapan con su marido.
Daisuke Hyūga (日向大介 Hyūga Daisuke?)
Seiyū: Naomi Kusumi
El padre de Saki, es el dueño de la panadería/pastelería Pan-pakapan, con su esposa. Está muy orgulloso del delicioso pan que hace y se niega a vender la tienda a un gran fabricante.
Minori Hyūga (日向みのり Hyūga Minori?)
Seiyū: Ayaka Saitō
La hermana pequeña de Saki, duerme en la habitación con su hermana mayor.
Korone (コロネ Korone?)
Seiyū: Hideo Watanabe
Es el gato gordo de Saki, encontrado en la calle hace cinco años. Debe estar de acuerdo con Flappy. En el episodio 42, él comenzó a hablar a través del poder de la Princesa Filia.
Kanako Mishō (美翔可南子 Mishō Kanako?)
Seiyū: Yumi Kusaka
La madre de Mai, es arqueóloga.
Koichiro Mishō (美翔弘一郎 Mishō Kōichirō?)
Seiyū: Takashi Irie (actor de voz)
El padre de Mai, es un astrónomo, una vez dio una conferencia sobre astronomía. Observa el cielo a través del telescopio del observatorio, donde vive con su familia.
Kazuya Mishō (美翔和也 Mishō Kazuya?)
Seiyū: Kenji Nojima
El hermano mayor de Mai, asiste a segundo grado en Seikai y quiere ser astronauta. Saki se siente atraído por él.
Shinohara (シノハラセンセイ Shinohara-sensei?)
Seiyū: Hyo-sei
Tutora de clases de Saki y Mai.
Kayo Andou (安藤加代 Andō Kayo?)
Seiyū: Akiko Nakagawa
Ella es la delegada de la clase de Saki y Mai.
Hitomi Itou (伊東仁美 Itō Hitomi?)
Seiyū: Ryōko Ono
Compañera del equipo de softbol de saki.
Yuuko Outa (太田優子 Ōta Yūko?)
Seiyū: Masako Jō
Un receptor del equipo de softbol de Saki. Ella parece estar enamorada de Kenta.
Ayano Takeuchi (竹内綾野 Takeuchi Ayano?)
Seiyū: Sayori Ishizuka
Amiga de Mai que pide entrar al club de arte, la cual lidera.

### Personajes Exclusivos de la película
Hours (アワス Awāsu?)
Seiyū: Masami Kikuchi
Hours es una hada de la Tierra de los Relojes. Junto con Minutes, los dos se luchan con Sirloin.
Minutes (ミニッツ Minittsu?)
Seiyū: Tarako Isono
Minutes es el compañero de Hours que vino de la Tierra de los Relojes.
Sirloin (サロイン Sāroin?)
Seiyū: Shō Hayami
Sirloin es el villano de la película, es un hombre alto que viste con traje y sombrero de color negro. Un exmiembro de Dark Fall que quiere vencer a las Pretty Cure congelando el tiempo, pero es destruido en la pelea final cuando trata de herir a Hours y Minutes.

## Objetos
- Mix Communes: objetos de transformación con los Diamantes.
- Diamantes: son cartas con forma de diamante.
- Crystal Communes: son otros objetos de transformación.
- Splash Commune: objeto de ataque de Cure Bloom o Cure Bright y Cure Egret o Cure Windy.
- Tetera Hada y Rocíos del Milagro: son objetos para transportar a los Manantiales.